# Șostakove, Velîka Oleksandrivka
Șostakove (în ucraineană Шостакове) este un sat în comuna Starosillea din raionul Velîka Oleksandrivka, regiunea Herson, Ucraina.

## Demografie
Componența lingvistică a localității Șostakove
     Ucraineană (94,44%)
     Rusă (5,56%)
Conform recensământului din 2001, majoritatea populației localității Șostakove era vorbitoare de ucraineană (94,44%), existând în minoritate și vorbitori de rusă (5,56%).